# Partido Unionista

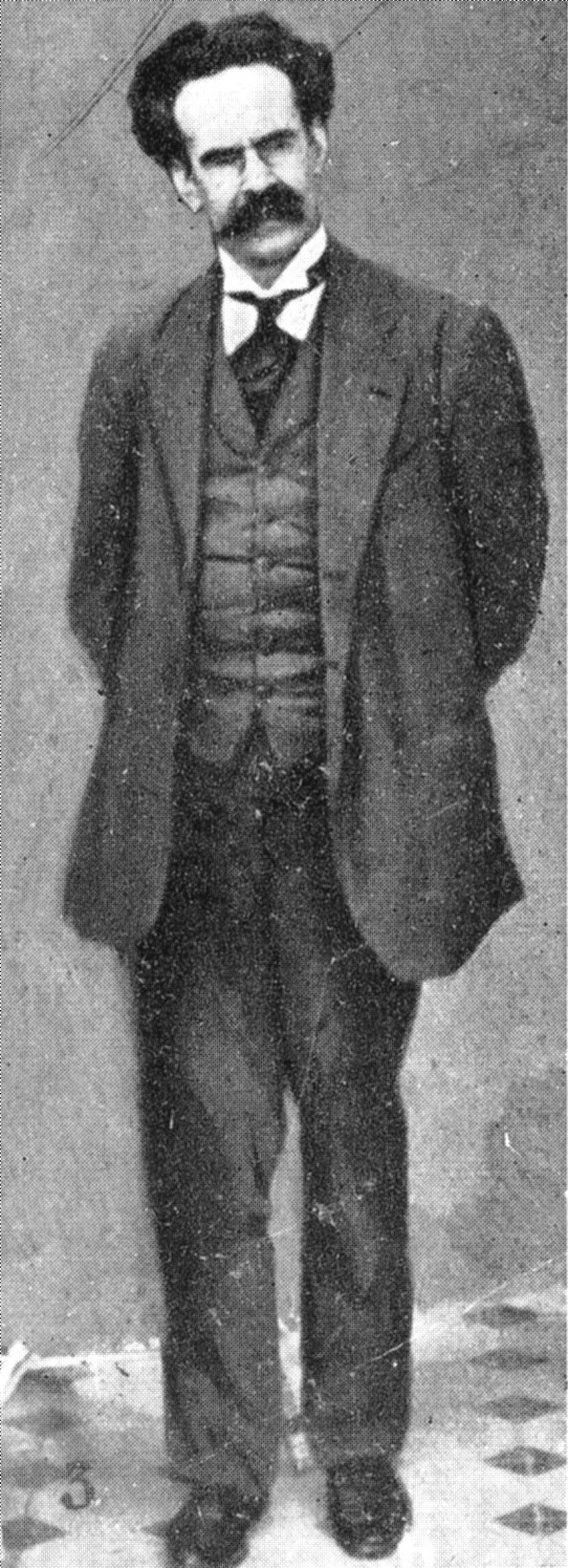
Brito Camacho, der Führer der Unionistischen Partei in Portugal

Die Unionistische Partei (in Portugiesisch: Partido Unionista (PUR)), offizielle Bezeichnung Partido da União Republicana (Partei der Republikanischen Union) oder einfach auch União Republicana (Republikanische Union), war eine politische Partei aus der Zeit der ersten Republik in Portugal. Die Partei wurde am 26. Februar 1912 gegründet. Ihr bedeutendster Führer war Brito Camacho.

## Geschichte
Die PUR hat ihre Wurzeln in der alten Republikanischen Partei, die, 1876 gegründet, die Abschaffung der Monarchie und die Ausrufung der Republik in Portugal forderte. Mit der Revolution vom 5. Oktober 1910 war dieses Ziel erreicht, nachdem mit der Monarchie der gemeinsame Gegner weggefallen war, kam es innerhalb der Portugiesischen Republikanischen Partei (PRP), wie sich die Republikaner jetzt nannten, schnell zu Auseinandersetzungen zwischen den einzelnen politischen Flügeln. Stärkste Gruppe innerhalb des PRP waren die Links-Liberalen, die für eine radikal-republikanische stark antiklerikale Politik standen. Als es ihrem Führer Afonso Augusto da Costa gelang, die Führung der PRP zu übernehmen, spalteten sich zunächst die Evolutionisten (PRE) unter António José de Almeida, zwei Tage später, am 26. Februar 1912 auch die Unionisten unter Brito Camacho von der PRP ab, deren verbliebener linksliberaler Flügel unter da Costa sich als Demokratische Partei (PD) rekonstituierte.
Von den drei Parteien, in die die RRP so zerfallen war – Demokraten, Evolutionisten und Unionisten – standen die Unionisten innerhalb des Parteienspektrums am weitesten rechts. Die Partei verfügte mit der Zeitung „A Luta“ (Der Kampf) über ihr eigenes Presseorgan und mit Brito Camacho über einen über die Parteigrenzen hinaus anerkannten Führer. Sie wurde während der ersten Republik auch als „Partei der Intellektuellen“ bezeichnet, da sie eine Reihe bedeutender Wissenschaftler in ihren Reihen zählte. Andererseits gelang es den Unionisten nie, große Unterstützung im Volk und bei Wahlen zu erringen.
Die Unionisten unterstützten zunächst die Regierung von Afonso da Costa, zogen ihre Unterstützung jedoch bald zurück. Als es während des Ersten Weltkrieges zu einer großen Koalition aus Demokraten und Evolutionisten kam (sogenannte Regierung der geheiligten Einheit – governo da união sagrada), waren die Unionisten die schärfsten Gegner dieser Regierung, weshalb ein Teil der Partei, der mit diesem von Brito Camacho vorgegebenen Kurs nicht einverstanden war, die Partei verließ. Später unterstützten sie zunächst den Putsch des Sidónio Pais, zogen ihre Unterstützung jedoch zurück, als sie sahen, dass Pais die Republik abschaffen und ein diktatorisches Regime etablieren wollte.
Das Jahr 1919 brachte schließlich das Ende der Unionisten. Die Diktatur des Sidónio Pais war nach dessen Ermordung am 14. Dezember 1918 in sich zusammengefallen. Brito Camacho wurde Hoher Kommissar in Mosambik und stand so seiner Partei nicht mehr zur Verfügung. Auch der historische Führer der Evolutionisten, António José de Almeida, stand für seine Partei nicht mehr zur Verfügung, da er 1919 zum Staatspräsidenten gewählt wurde. Evolutionisten und Unionisten vereinigten sich daraufhin zur Liberal-Republikanischen Partei (PLR) unter António Joaquim Granjo.